# Aeropuerto de Chilecito
El Aeropuerto Brigadier Mayor Juan Facundo Quiroga (FAA: ITO - OACI: SANO) es un aeropuerto argentino que da servicio a la ciudad de Chilecito, La Rioja.